# Hermann Josef Wehrle
Hermann Josef Wehrle, né le 26 juillet 1899 à Nuremberg et mort le 14 septembre 1944 à la prison de Plötzensee à Berlin, est un prêtre et résistant allemand.

## Biographie
Né à Nuremberg, il passe son enfance et son adolescence à Francfort dans le quartier de Höchst qui est à l'époque une municipalité indépendante. Il sort du lycée en 1917 et s'engage au front. Parallèlement, il songe à sa vocation et une fois libéré étudie la théologie au séminaire de Fulda jusqu'en 1922. L'heure de l'appel semble-t-il n'a pas encore sonné, car il décide ensuite d'aller à l'université de Francfort étudier l'histoire et la philosophie. Il obtient son doctorat en 1928. Il devient journaliste, puis bibliothécaire à la bibliothèque publique de Francfort.
Il est professeur dans une école privée de Marktbreit dont il doit démissionner en 1938 à cause de son manque d'adhésion au national-socialisme.
C'est en 1940, en pleine guerre, qu'il s'engage à nouveau dans des études de théologie à l'abbaye bénédictine Sainte-Odile, puis lorsque l'abbaye est fermée par les autorités en avril 1941, au séminaire de Freising. Il est ordonné en avril 1942. C'est déjà un opposant de longue date à l'idéologie néopaïenne du national-socialisme. L'abbé Hermann Josef Wehrle - il a déjà quarante-trois ans - devient vicaire à la paroisse du Saint-Sang de Munich, dans le quartier de Bogenhausen. Il est aimé pour son zèle discret et il est en relation avec Alfred Delp.
Le 13 décembre 1943, l'un de ses paroissiens, le commandant Ludwig von Leonrod, l'interroge sur la justification morale et théologique du tyrannicide. Celui-ci faisait en effet partie du cercle d'officiers hostiles à Hitler, réunis autour du comte Claus von Stauffenberg. Troublé le prêtre trouve néanmoins dans son Lexikon für Theologie und Kirche (encyclopédie catholique théologique utilisée à cette époque par les ecclésiastiques germanophones), la justification que cela ne peut être un péché.
L'attentat contre Hitler rate le 20 juillet 1944. L'abbé Wehrle est arrêté le 18 août 1944, ainsi que l'avait été plus tôt le commandant von Leonrod. Il est transféré en train à Berlin et condamné par le Volksgerichtshof à la pendaison. Il est exécuté le jour même du jugement, le 14 septembre 1944 à la prison de Plötzensee.
Il est pendu en même temps que le comte Heinrich zu Dohna-Schlobitten, que Nikolaus von Üxküll-Gyllenband et que le comte Michael von Matuschka.